# Хладопром
Хладопром — українська компанія, виробник продуктів харчування, зокрема морозива. Головний офіс знаходиться в місті Харків.

## Історія

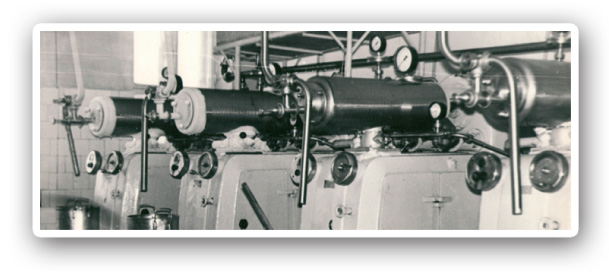
Випуск першої продукції

### Заснування компанії
Компанія була заснована у 1932 році в місті Харків. Цех з виробництва морозива знаходився на нинішньому проспекті Гагаріна, навпроти м'ясокомбінату.
У 1973 році почалося будівництво нової будівлі на вулиці Хабарова.
У 1976 році вироблялося 25 тонн морозива в зміну — це було найбільше підприємство галузі в Україні.
У 1994 році створено та зареєстровано акціонерне товариство «Хладопром».

## Сучасність

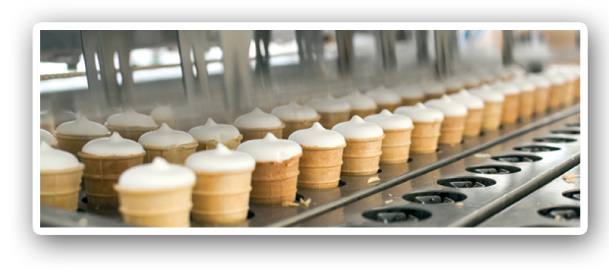
Сучасне виробництво

### Довідкові дані
Потужності виробництва АТ «Хладопром» дозволяють виробляти більше 100 тонн морозива на добу. Асортимент становить більше 80 видів.
Компанія має низькотемпературні холодильні ємності для зберігання морозива на 16000 тонн.
Компанія виробляє продукцію під торговою маркою «Хладик».